# Leipziger Vokalquartett 1903
In Leipzig wurde 1903 ein gemischtes „Leipziger Vokalquartett“ gegründet. Mitglieder des Quartetts waren:
- Sopran Fräulein Berta Kruszynski
- Alt Fräulein Schellenberg, A. Linden
- Tenor Dr. Reinhardt
- Bass C. Schreiber

## Persönliches
Über die Altistin Fräulein Schellenberg und die Herren des Quartetts sind keine persönlichen Angaben bekannt. Es ist zu vermuten, dass die Sänger ihre gesangliche Schulung in einem der renommierten Chöre Leipzigs bekommen haben, aber aus wirtschaftlichen Gründen ihren Berufen nachgegangen sind.
Die Sopranistin des Quartetts Berta Kruszynski (* 26. Dezember 1878 in Bromberg (Bydgoszcz), Provinz Posen; † Mai 1942 in Belzyce / Nähe Lublin, verschollen) studierte von April 1895 bis Juli 1899 Klavier, Gesang und Musiktheorie am Königlichen Conservatorium der Musik zu Leipzig, der heutigen Hochschule für Musik und Theater „Felix Mendelssohn Bartholdy“ in Leipzig. Auf dem Abschlusszeugnis wurden ihr „schöne Anlagen zum Koloraturgesang“ bescheinigt.
Als Juden im Nazi-Deutschland erleiden Berta Kruszynski und ihre jüngeren Schwestern Emma und Jenny die Repressalien des Holocaust. Bis zum Arbeitsverbot war Berta Kruszynski als Musik- und Klavierlehrerin tätig. Die Schwestern blieben unverheiratet. Am 10. Mai 1942 wurden sie in das Ghetto Bełżyce deportiert. Seitdem gelten sie als verschollen. Es ist sehr wahrscheinlich, dass die drei Schwestern im Vernichtungslager Lublin / Majdanek ermordet wurden.
Seit November 2018 halten drei Stolpersteine vor dem Leipziger Wohnhaus Körnerstraße 26, zweite Etage, die Erinnerung an das Schicksal der Schwestern wach. Die Stolpersteine wurden vom Autor des Buches Musikstadt Leipzig. Über die Leipziger Vokalquartette und vom Vokalensemble amarcord angeregt, gestiftet und in Patenschaft genommen.

## Geschichte
Dieses Quartett ist eine Besonderheit für die Stadt Leipzig, es war das erste Gesangsquartett, das unter dem Namen Leipziger Vokalquartett auftrat. Dem sollten im 20. Jahrhundert und ohne Wissen voneinander, noch mehrere Gründungen Leipziger Vokalquartette folgen. Es beginnt eine künstlerische Folge von Leipziger A-cappella-Vokalquartetten, die bis in das 21. Jahrhundert hineinreicht und heute in der Weltklasse (amarcord, Calmus) angekommen ist.
Das Vokalquartett konzertierte nur etwa zwei Jahre. Es sind nur zwei Konzerte des Leipziger Vokalquartett, am 25. Oktober 1903 und am 29. Januar 1905 dokumentiert. Im Januarkonzert, im gerade renovierten Saal des Hotel de Prusse, übernahm den Altpart A. Linden. 4. Die junge Konzertsängerin Berta Kruszynski gab auch mindestens zwei Soloabende, ein damals neues, noch kaum gepflegtes Kammermusiktformat. Dabei wurde ihr eine „prächtige Stimme bescheinigt, die aber noch einiger Schulung bedarf“ und dass die „Dame stimmlich begabt ist“.

## Repertoire
Tonträger oder historische Programmzettel sind nicht nachzuweisen.
Das gemischte Leipziger Vokalquartett trat im Konzert Oktober 1903 mit einem „bemerkenswerten Programm [auf], das ausschliesslich Perlen wenig gekannter Quartettliteratur bot, nämlich Werke von Palästrina, Handl, Friederici, Donati, Valotti, Mozart, Mendelssohn, Schumann, Becker und Herzogenberg“, enthielt.
Am 29. Januar 1905 brachte das Soloquartett A-cappella-Gesänge unter anderem von D. Perez (Tenebrae factae sunt), J. S. Bach (Komm süßer Tod), Haßler, Lasso (Matona mia cara) und Hugo Wolfs Weil jetzo alles stille ist und die Neuen Liebeslieder von Brahms zu Gehör.
Das ist ein beachtliches Repertoire, das sich dieses semiprofessionelle Vokalquartett erarbeitet hat.

## Pressestimmen
Die Leipziger Musikkritik ging damals nicht förderlich mit dieser neuen Gesangsformation um.
- „Die Intonation der Sopranistin Frl. Kruszynski ist nicht immer zuverlässig, Herrn Dr. Reinhardts dünner Tenor klingt bisweilen gequetscht und Herr C. Schreiber hat sein Organ – eines Bass-Bariton von angenehmer Färbung – nicht immer in der Gewalt, wie das starke Tremolieren zeigte. Gesanglich Gutes zeigte die Altistin Fräulein Schellenberg, deren deutliche Aussprache besonders zu rühmen ist. Totz mancher Unzulänglichkeiten verdient das Quartett wegen des von ihm gepflegten Kunstzweiges freundliche Aufmunterung. M. S.“[6]